# Joseph Fischer
Joseph Fischer (Itzig, 24 febbraio 1909 – Esch-sur-Alzette, 6 giugno 1986) è stato un calciatore lussemburghese, di ruolo centrocampista.

## Carriera

### Club
Ha sempre giocato nel campionato lussemburghese.

### Nazionale
Ha rappresentato la Nazionale del suo paese alle Olimpiadi del 1936.